# Gnathochromis permaxillaris
Gnathochromis permaxillaris é uma espécie de peixe da família Cichlidae.
Pode ser encontrada nos seguintes países: Burundi, República Democrática do Congo, Tanzânia e Zâmbia.
Os seu habitat natural são os lagos de água doce.
A espécie está ameaçada por perda de habitat.